# Дащ
Дащ (на урду: دریائے دشت) (в горното течение Гудри, Кил, в средното Кеч) е река в югозападната част на Пакистан, в провинция Белуджистан, вливаща се в Арабско море. Дължина 430 km. Река Дащ се образува от сливането на двете съставящи я реки Гудри и Кил, водещи началото си от южния склон на Централния Меркарски хребет (съставна част на Мекранските планини), на 998 m н.в. По цялото си протежение тече в посока запад-югозапад предимно по хълмисти равнини, в средното течение под името Кеч. В най-долното течение пресича крайбрежната пустиня Гермсир и се влива в залива Геватер на Арабско море, в близост до границата с Иран. Има мусонен режим и лятно пълноводие. Най-голямото селище е град Турбат, разположен в средното ѝ течение..